# Antonio José dos Santos
Antonio José dos Santos (São Paulo, 26 juli 1956 – aldaar, 24 juni 2009), beter bekend als Toninho Vanusa, was een Braziliaans voetballer. 

## Biografie
Toninho kreeg zijn bijnaam Vanusa doordat hij blond golvend haar had, zoals dat van de toen populaire zangeres Vanusa. In 1974/75 speelde hij voor Palmeiras en was daar reserve voor Ademir da Guia. In 1978 en 1979 speelde hij opnieuw voor de club. Hij speelde verder ook voor Vasco, Náutico, Goiás en Uberaba.
Hij overleed in 2009 aan een harstilstand, hij liet een vrouw en drie kinderen achter. 